# 旅遊指南

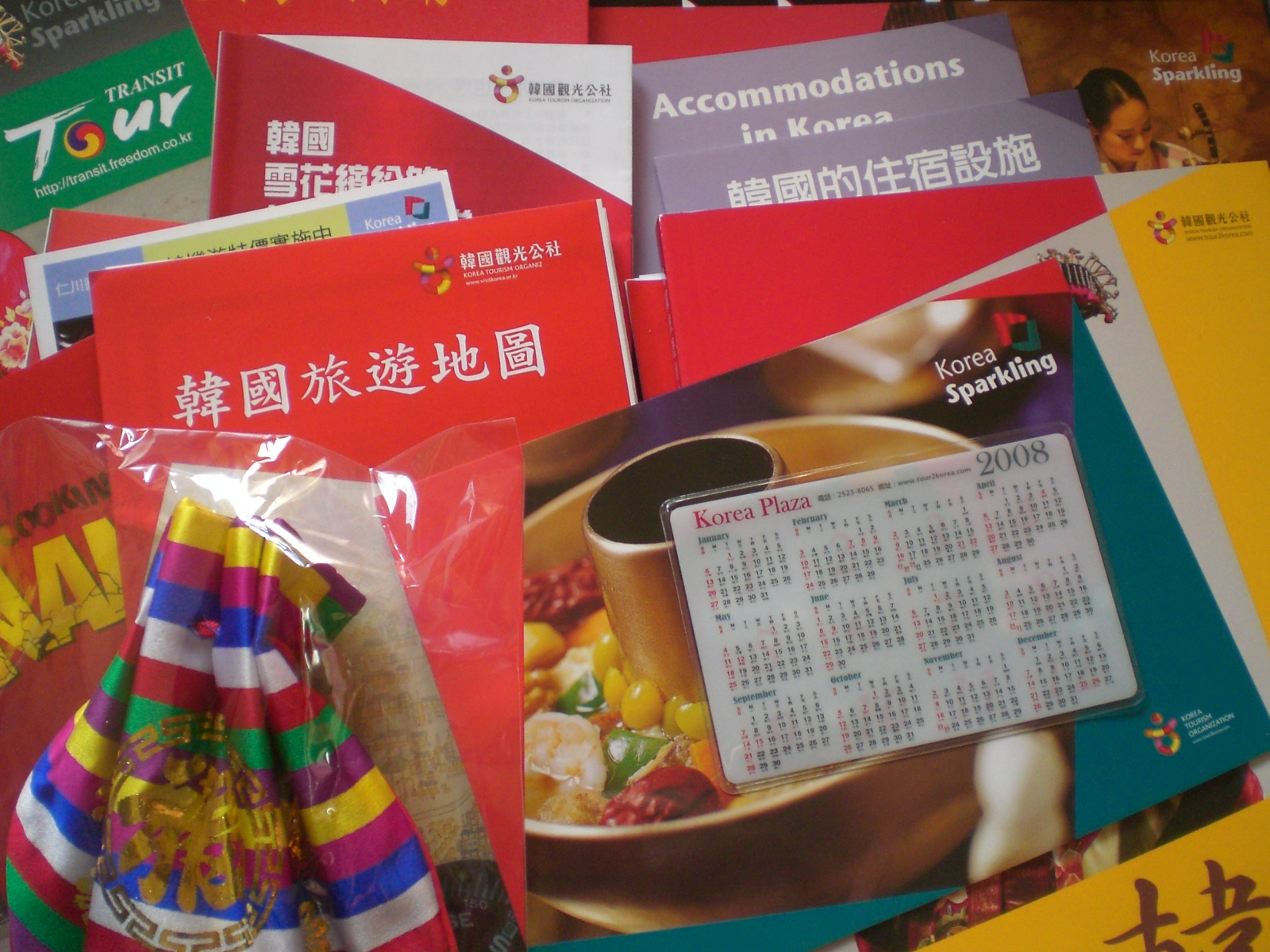
旅遊指南

旅遊指南，是一種文字加圖片加地图的旅遊業刊物，它功能如導遊，介紹當地的旅游勝地、熱門景點、地標建筑物、消費優惠、當地盛典時間表、宗教及文化活動、吃喝玩樂等娛樂，及少許历史掌故、地方志等。

## 相關出版社
- 國家地理旅行者
- 孤獨星球
- 弗罗默旅行指南
- Time_Out
- 異域風情
- 多林金德斯利
- 地球步方

## 外部連結
- Wikivoyage多語言首頁
- 中文維基導遊首頁
- Travel Guide on Wikimedia meta-wiki，元維基上面的相關訊息
- Wikivoyage e.V.官方網站 （页面存档备份，存于）